# Godsmack
Godsmack est un groupe américain de metal alternatif, originaire de Lawrence dans le Massachusetts. Le groupe, formé en 1995, se compose du chanteur et auteur-interprète Sully Erna, du guitariste Tony Rombola, du bassiste Robbie Merrill, et du batteur Shannon Larkin. Depuis sa formation, Godsmack dénombre sept albums studio, un EP (The Other Side), quatre DVD, une compilation (Good Times, Bad Times... Ten Years of Godsmack) et un album en public (Live and Inspired).
Le groupe dénombre également trois albums (Faceless, IV, et The Oracle) ayant atteint le classement Billboard 200. Le groupe est également détenteur de 20 chansons à succès classées au Top 10, dont 15 classées au Top 5, un record du nombre de singles classés au Top 10 par un groupe de rock.
Depuis sa formation, Godsmack a participé plus d'une fois à l'Ozzfest et à d'autres grandes tournées et festivals. Godsmack dénombre un total d'approximativement 20 millions d'exemplaires vendus en une décennie. Pour féliciter leur popularité et à l'occasion de la sortie de leur sixième album, 1000hp, le maire Marty Walsh proclame le 6 août Godsmack Day dans la ville de Boston.

## Historique

### Formation etAll Wound Up(1995–1997)
En février 1995, Sully Erna décide de lancer son propre groupe après vingt-trois ans d'apprentissage de la batterie et deux ans au sein du groupe Strip Mind. Son nouveau groupe, The Scam, est composé d'Erna au chant, Robbie Merrill à la basse, leur ami Lee Richards à la guitare et Tommy Stewart à la batterie. The Scam change rapidement de nom pour celui de Godsmack, après la publication d'une démo. Le groupe commence à jouer dans de petits bars de Boston. Des chansons localement populaires comme Keep Away et Whatever les amènent par la suite dans les classements musicaux de Boston et de la Nouvelle-Angleterre.
Le nom du groupe, selon Merrill dans le DVD Smack This!, s'inspire de la chanson d'Alice in ChainsGod Smack. Cependant, Erna expliquera dans une interview en 1999 : « Je me moquais de ceux qui avaient de l'herpès sur les lèvres et le lendemain, après en avoir eu un moi même, c'est comme si Dieu me l'avait collé pour se moquer de moi. C'est resté marqué et on prit le nom de Godsmack. On connaissait la chanson d'Alice in Chains mais on n'y a jamais réellement prêté attention. » En 1996, Tony Rombola et Joe D'Arco se joignent à Godsmack respectivement comme guitariste et batteur après le départ de Richards, qui a quitté le groupe après avoir appris qu'il était le père d'un enfant de six ans, et de Stewart, parti à cause de divergences personnelles. La même année, le groupe entre en studio pour la première fois, afin d'enregistrer leur premier album All Wound Up. Le CD est enregistré pendant trois jours avec un budget de $2 600.
Dans les deux années qui suivent, le groupe joue aux alentours de Boston. Finalement, le CD de Godsmack atterrit entre les mains de Rocko, le DJ de la chaîne de radio locale WAAF (FM). La chaîne diffuse en boucle Keep Away et atteint la première place des chansons les plus demandées de la radio. Newbury Comics, un disquaire situé en Nouvelle-Angleterre, accepte de vendre le CD sous certaines conditions. Peu après le succès de Keep Away, Godsmack revient en studio pour enregistrer Whatever, un nouveau favori de la chaîne WAAF (FM). Dans une interview avec Sully Erna, il explique « On en a vendu peut-être 50 exemplaires en un mois pendant que WAAF diffusait l'album. D'un coup, on a commencé à en vendre des milliers en une semaine. (...) Je les envoyais depuis ma chambre. Après des années de galère, on a enfin fini par voir le bout. »

### Godsmack(1998–1999)
En milieu 1998, Universal/Republic Records signe le groupe. Joe D'Arco est renvoyé du groupe et remplacé par l'ancien batteur Tommy Stewart, pris par une envie soudaine de revenir au sein de Godsmack. Le premier album studio du groupe, All Wound Up, est réédité puis renommé Godsmack après six semaines de publication. Le groupe organise ensuite sa première tournée, The Godsmack Tour avec Jim Rose Circus. Après l'album, le groupe joue dans des clubs, puis à l'Ozzfest et Woodstock '99. Ils suivent ensuite d'une tournée en Europe en soutien à Black Sabbath. Roxanne Blanford de AllMusic attribue à l'album une note de trois étoiles sur cinq expliquant : « Godsmack a amené le metal dans l'ère du temps. » L'album atteint la 22e place du classement Billboard 200 et est certifié quadruple disque de platine par la RIAA en 2001 après avoir été certifié disque d'or en 1999.
L'album se vend très correctement, bien qu'il ait été retiré des ventes dans la plupart des magasins à cause de ses paroles. Le groupe et leur label ajoute ensuite une étiquette Parental advisory à chaque exemplaire de l'album, avant d'être de nouveau commandé par les magasins. Erna commente au magazine Rolling Stone que « ça fait plus d'un an que notre album est en rayon sans étiquette et c'est la seule plainte qu'on a reçu... les étiquettes et les paroles sont subjectives... on a décidé d'accoler une étiquette à l'album. »

### Awake(2000–2002)
En 2000, Godsmack revient en studio après le succès de Godsmack pour enregistrer Awake. L'album est publié le 30 novembre 2000 ; il débute à la cinquième place du Billboard 200, et est certifié double disque de platine par la RIAA. Vampires, une chanson de l'album, permet également au groupe d'être nommé du Grammy dans la catégorie de « meilleure performance rock instrumentale » en 2002. Après la publication de Awake, Godsmack se lance dans une tournée en Europe en soutien à Limp Bizkit. Erna explique qu'en ce temps « on a joué en tournée non-stop depuis août 1998, alors la plupart des chansons dans Awake ont été écrites pendant nos voyages quand on alternait entre Amérique et Europe. L'Ozzfest a été la seule tournée durant laquelle on était pris en main par quelqu'un d'autre ; on a beaucoup travaillé de nous-même. » Le groupe jouera à l'Ozzfest une nouvelle fois en 2000 comme en 1999.
Deux des chansons de l'album, Sick of Life et Awake, sont utilisées dans des publicités pour la Marine américaine. Erna explique que « un fan issu de la Marine américaine nous a demandé s'ils pouvaient utiliser nos chansons, et on a accepté. » Cependant, Erna insiste dans une interview que Godsmack ne soutient aucune guerre. En 2002, Erna est appelé pour écrire et jouer une chanson pour Le Roi Scorpion.

### FacelessetThe Other Side(2003–2005)
Avec Shannon Larkin (ex-membre d'Ugly Kid Joe, de Souls at Zero, Wrathchild America, et MF Pitbulls) remplaçant Tommy Stewart, qui quittera une nouvelle fois le groupe pour des divergences personnelles,, Godsmack revient en studio pour enregistrer un nouvel album en 2003. Faceless débute à la première place du Billboard 200, avec 269 000 exemplaires vendus la première semaine. Le single principal de l'album, Straight Out of Line est nommé du Grammy Award dans la catégorie de « meilleure performance hard rock ». La récompense est finalement décernée à Evanescence pour leur single Bring Me to Life. Le groupe nomme l'album d'après un accident dans une piscine. Cependant, dans une autre interview, Merrill donne une autre explication, qui rend plus floue la première : « ça vient du fait que, sans parler de notre succès à la radio et dans les ventes, l'on n'avait l'impression de pas ne pas s'être donné à fond. »
Le 16 mars 2004 The Other Side, un EP acoustique, est publié. L'album débute à la cinquième place du Billboard 200 ; une place relativement élevée pour un EP. Il se compose de nombreux titres réédités en version acoustique, et de nouveaux titres acoustiques. La nouvelle chanson Touché est composée avec le premier guitariste de Godsmack Lee Richards, et John Kosco, en ce temps membre du groupe Dropbox. Les deux autres nouvelles chansons acoustiques se nomment Running Blind et Voices. La chanson Asleep est une version acoustique de la chanson Awake issue de l'album homonyme du groupe. Godsmack passe d'un son heavy à un son plus acoustique adouci sur cet EP de la même manière qu'Alice in Chains dans leurs EPs Sap et Jar of Flies, une similitude pour laquelle le groupe a été critiqué. En 2004, Godsmack ouvre la tournée Madly in Anger with the World Tour de Metallica et organise une tournée avec Dropbox. En automne 2004, le groupe joue plusieurs shows acoustiques pour The Other Side et continue à jouer pour Metallica.

### IVetTen Years of Godsmack(2006–2007)

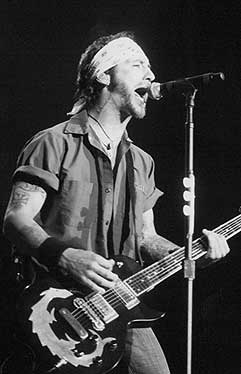
Sully Erna avec Godsmack à leur IV Tour de 2006.

Le 25 avril 2006, Godsmack publie son quatrième album intitulé IV, et suit une tournée jusqu'en août 2007, The IV Tour. L'album est produit par Erna et édité par l'ingénieur son Andy Johns, connu pour avoir travaillé sur Led Zeppelin IV de Led Zeppelin. Premier single extrait de l'album, Speak est publié le 14 février 2006, et débute à la première place du Billboard 200, avec 211 000 exemplaires vendus à la première semaine.
IV est certifié disque d'or. Le groupe avait écrit quarante chansons pour l'album, mais avec une liste de onze titres, Larkin commente que « c'est le groupe de Sully et sa vision. [...] Quand on doit choisir les chansons, c'est Sully qui s'y colle. » Le nom IV de l'album s'inspire du fait qu'il s'agisse du quatrième album du groupe, entre autres, comme le soulignent Larkin et Erna dans une interview,.
Pour célébrer leurs dix années de carrière, Godsmack publie une compilation intitulée Good Times, Bad Times... Ten Years of Godsmack le 4 décembre 2007. L'album atteint la 35e place du Billboard 200, avec 40 000 exemplaires vendus la première semaine. Il se compose d'une reprise de la chanson de Led Zeppelin Good Times Bad Times, et d'un DVD des performances acoustiques de Godsmack à Las Vegas au House of Blues. L'album devait à l'origine être un coffret. Godsmack accompagnera la sortie de l'album avec une tournée acoustique.

### The Oracle(2008–2012)
En novembre 2008, Larkin annonce la reformation du groupe et l'enregistrement d'un nouvel album. L'été suivant, le groupe joue en soutien à Mötley Crüe durant la tournée Crüe Fest 2 et fait paraître un single, Whiskey Hangover. Après la tournée, Godsmack se lance dans la production de leur nouvel album, The Oracle, qui sera publié le 4 mai 2010. Bien accueilli, c'est le troisième album de Godsmack à atteindre consécutivement la première place des classements, avec 117 000 exemplaires vendus la première semaine. Erna explique concernant le son de ce nouvel album : « ça sera du très lourd. Je veux dire, c'est vraiment agressif. Je suis pas très sûr ; c'est trop tôt pour le dire. Là, on a fini une chanson pour le Crüe Fest de cet été. Mais de loin, je pense que vous allez en prendre plein la vue. [...] Cette fois, on a décidé de montrer nos balloches ! »
Godsmack est en tête d'affiche du quatrième Mayhem Festival annuel avec Disturbed. Le groupe entre en studio en janvier 2012 pour mixer un album en public et enregistrer quelques reprises musicales. Le groupe part ensuite en tournée avec Staind. Godsmack termine de travailler sur son EP composé de reprises,. Godsmack fait paraître leur enregistrement public Live and Inspired le 15 mai 2012. Le coffret inclut un EP bonus de reprises. En janvier 2013, Erna annonce une brève tournée solo en Amérique,.

### 1000hp(depuis 2014)
En février 2014, Erna tweete que le groupe est en studio pour enregistrer un nouvel album, d'abord prévu pour fin 2014. Il mentionne également 11 titres terminés pour une publication dans les deux semaines à venir,. En avril, le groupe annonce l'enregistrement de 15 titres. En mai, Erna annonce le titre de l'album : 1000hp (1000 chevaux). Le single-titre de l'album sera publié le mois suivant. L'album est publié le 5 août 2014 et vendu à 58 000 exemplaires la première semaine aux États-Unis, et atteint la troisième position du Billboard 200,. Godsmack est également en tête d'affiche de l'Uproar Festival de 2014.

### When Legends Rise(2018)
Annoncé par le single Bulletproof en février 2018, leur septième album sort le 27 avril 2018 : When Legend Rise se veut être un nouveau tournant dans la carrière du groupe. Celui-ci est leur premier album s'éloignant du Heavy Metal pour s'orienter vers un style plus « rock commercial », selon les mots de Sully Erna.

## Influences et style

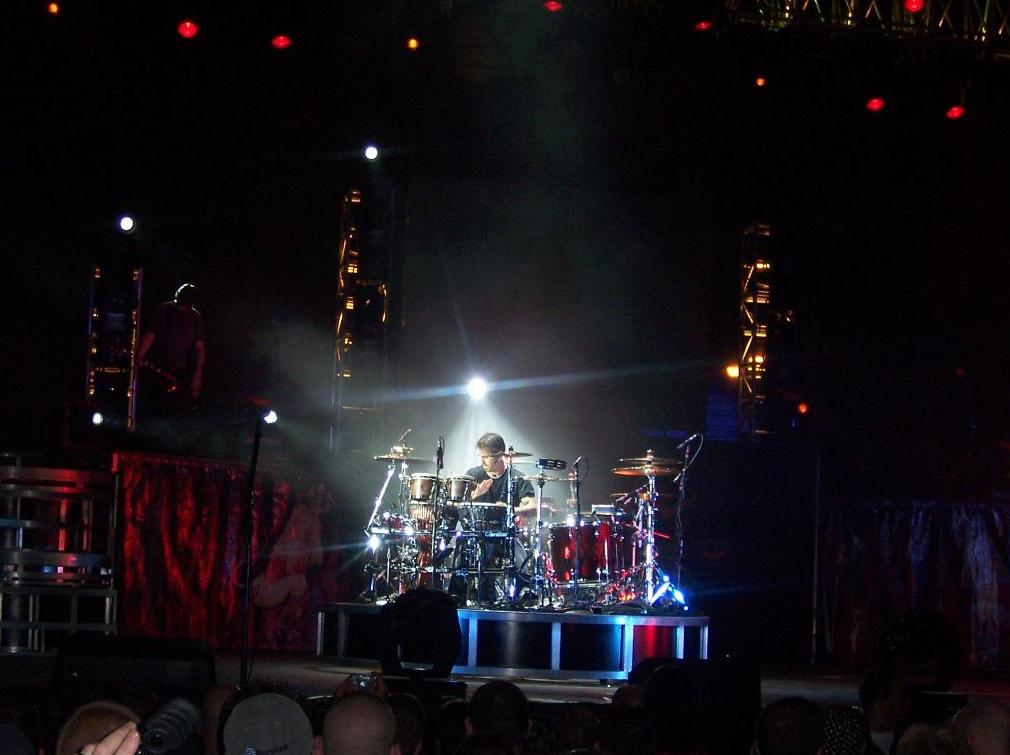
Sully Erna en solo à la batterie.

Le groupe s'inspire principalement d'Aerosmith, Alice in Chains, de Black Sabbath, Led Zeppelin, Metallica, Pantera, et de Rush selon les dires d'Erna, de Larkin, et de Rombola,,. Erna cite Layne Staley comme leur principale influence. Le son de leurs deux premiers albums est proche à l'album Dirt d'Alice in Chains. Godsmack tente de s'éloigner de sa comparaison avec Alice in Chains, Erna expliquant dans une interview avec Matt Ashare : « Je n'ai jamais rien entendu de tel dans notre musique. »
La musique du groupe est souvent comparée à celle d'Alice in Chains, que ce premier cite comme inspiration,. Adrien Begrand de Popmatters explique qu'« Erna imite parfaitement les grognements axés metal, et le chant guttural et sinistre de Layne Staley. »

## Membres

### Membres actuels
- Sully Erna – chant, guitare rythmique, clavier, harmonica, batterie, percussions (depuis 1995)
- Robbie Merrill – guitare basse, chœurs (depuis 1995)
- Tony Rombola – guitare solo, chœurs (depuis 1996)
- Shannon Larkin – batterie, percussions (depuis 2002)

### Anciens membres
- Lee Richards – guitare solo (1995–1996)
- Tommy Stewart – batterie, percussions (1995–1996, 1998–2002)
- Joe D'Arco – batterie, percussions (1996–1998)

## Discographie
- 1998 : Godsmack
- 2000 : Awake
- 2003 : Faceless
- 2006 : IV
- 2010 : The Oracle
- 2014 : 1000hp
- 2018 : When Legends Rise
- 2023 : Lightning Up The Sky

## Distinctions

### Grammy Awards
| Année | Single               | Catégorie                                | Résultat   |
| ----- | -------------------- | ---------------------------------------- | ---------- |
| 2001  | Vampires             | Meilleure performance instrumentale rock | Nomination |
| 2003  | I Stand Alone        | Meilleure chanson rock                   | Nomination |
| 2003  | I Stand Alone        | Meilleure chanson de hard rock           | Nomination |
| 2004  | Straight out of Line | Meilleure chanson de hard rock           | Nomination |

### Billboard Awards
| Année | Catégorie              | Résultat |
| ----- | ---------------------- | -------- |
| 2001  | Groupe rock de l'année | Lauréat  |